# Karel Schulz
Karel Schulz (6. května 1899 Městec Králové – 27. února 1943 Praha) byl český romanopisec, divadelní kritik, parlamentní zpravodaj, básník a povídkář, jehož nejznámějším dílem je Kámen a bolest (1942), historický román, který ho však proslavil až po jeho smrti.

## Životopis

### Mládí a studia

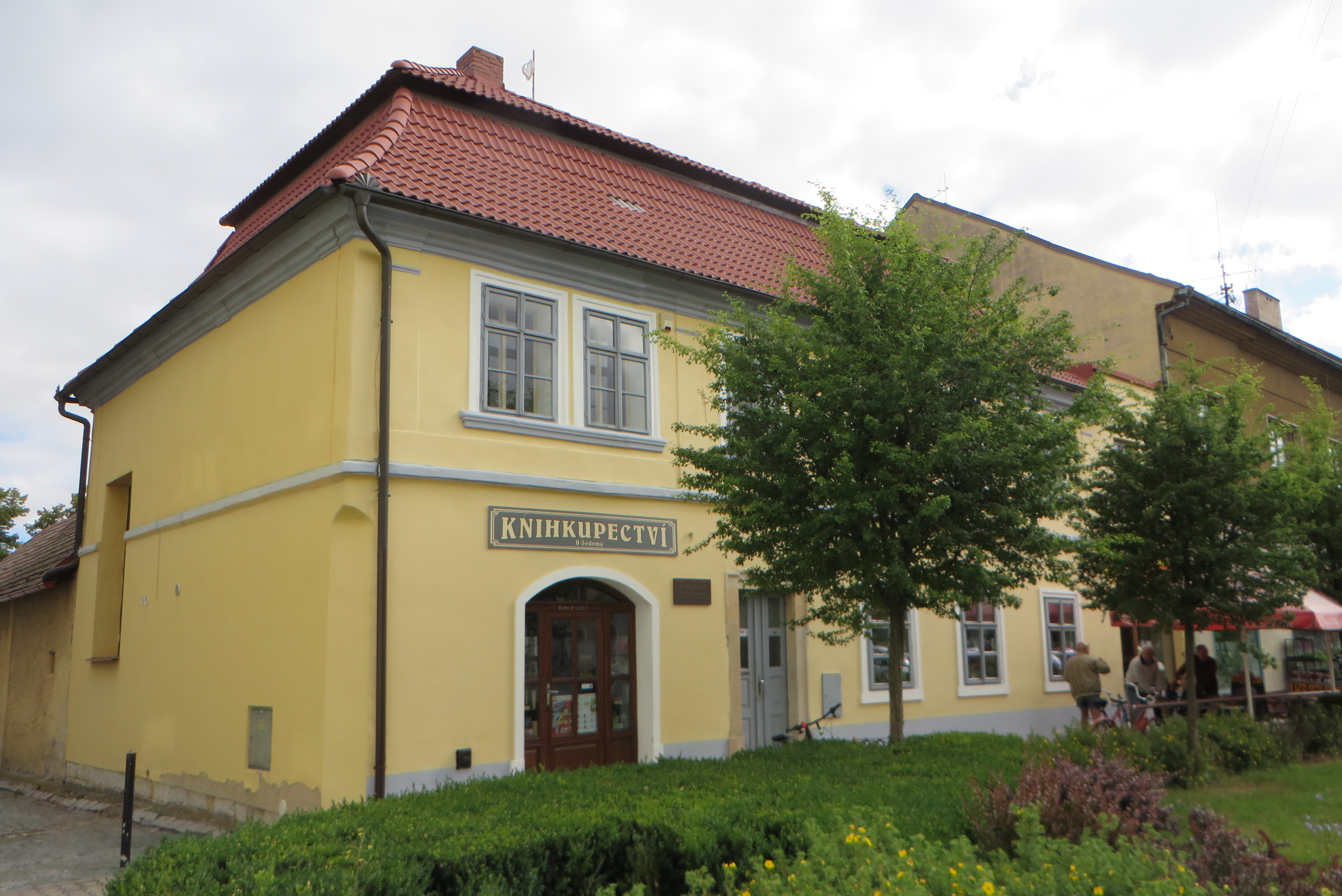
Rodný dům Karla Schulze v Městci Králové

Narodil se jako syn překladatele Ivana Schulze a harfistky Jarmily Mařákové, sestry pěvce Otakara Mařáka a hudebníka Jana Mařáka, neteře malíře Julia Mařáka.
Po maturitě roku 1918 studoval práva a po třech letech přestoupil na medicínu. V roce 1926 studia z finančních důvodů přerušil. 
Od roku 1922 začal knižně publikovat a stal se členem Devětsilu. Vladislav Vančura označil Schulzovu povídku Hughesův ústav za plagiát Klubu sebevrahů Roberta Louise Stevensona a Karel Schulz byl v důsledku toho z Devětsilu v roce 1924 vyloučen. Řešil tuto situaci vstupem do brněnského Devětsilu, kde působil v letech 1924–1926.

### Od ukončení studií do závěru života
V roce 1927 nastoupil v brněnské redakci Lidových novin, kde měl nahradit zesnulého Rudolfa Těsnohlídka. Do Prahy se vrátil v roce 1930.
Byl ženatý s Hanou Janouškovou, narodily se jim tři děti: syn Radim a dcery Ivana a Jiřina. Dcera Jiřina, provdaná Topolová (1932–2016) byla manželkou spisovatele Josefa Topola (1935–2015).
Karel Schulz zemřel v necelých 44 letech v Praze, je pochován na pražských Olšanských hřbitovech.

## Dílo

### Novinář
Byl soudničkářem, divadelním a filmovým kritikem Lidových novin (v letech 1927–30). Po návratu do Prahy se stal parlamentním zpravodajem Lidových listů (1930–35) a vedoucím redaktorem Národní politiky (1935–42).

### Knižní tvorba
Hlavní stálé rysy jeho tvorby spočívají v reakci člověka na dobu a prostředí, časté prolínání skutečnosti se snem a zaujmutí všech smyslů čtenáře – podrobný popis uměleckých děl, vyvolávající jejich představu. Jeho prozaické dílo se vyvíjelo od sociálně-kritického komunistického románu přes poetistické hříčky až k nedokončené monumentální románové trilogii ze života Michelangela Buonarrotiho. Názorově se však přibližoval ke katolicismu, a tak se o něm příliš za doby normalizace nemluvilo. Zprvu také prolínal epiku a lyriku, v posledních knihách však staví na pevných epických základech.
- Tegtmeierovy železárny (1922) – prvotina, nekvalitní; kolektivizmus, počátek roku 1920 a sociální problémy; podtitul Komunistický román
- Sever-Jih-Západ-Východ (1923) – soubor básní a povídek (i na motivy sci-fi), začíná poetismus
- Dáma u vodotrysku (1926) – román
- Skleněná panna (1928) – libreto k baletu
- bibliofilské vydání tří náboženských textů (1936 a 1937)
- Peníz z noclehárny (1940) – sbírka povídek, navazuje na katolicismus, baroko a tvorbu Jaroslava Durycha
- Princezna z kapradí (1940) – pokus o modernizaci pohádky
- Prsten královnin (1941) – sbírka povídek

- Kámen a bolest – historický román, první díl nedokončené trilogie, životopis umělce Michelangela Buonarrotiho
  - V zahradách medicejských (1942)
  - Papežská mše (1943) – nedokončené pokračování (pouze dvě kapitoly)